# Pilot 761 SE
Pilot 761 SE är en svensk lotsbåt som byggdes 2008 av Marine Alutech OY AB, Tykö, Finland för Sjöfartsverket i Norrköping. Pilot 761 SE stationerades på Skellefteå lotsplats.